# Albarea
Albarea è una frazione di Ferrara di 130 abitanti, facente parte della Circoscrizione 4.

## Storia
Situato sull'argine sud del Po di Volano e poco distante da Viconovo, viene citato per la prima volta nel 1183 quando Guglielmo Marchesella cede la proprietà del paese al fratello Adelardo.

## Origine del nome
Il suo toponimo deriva dal latino albaretum, ovvero luogo alberato, pioppeto.

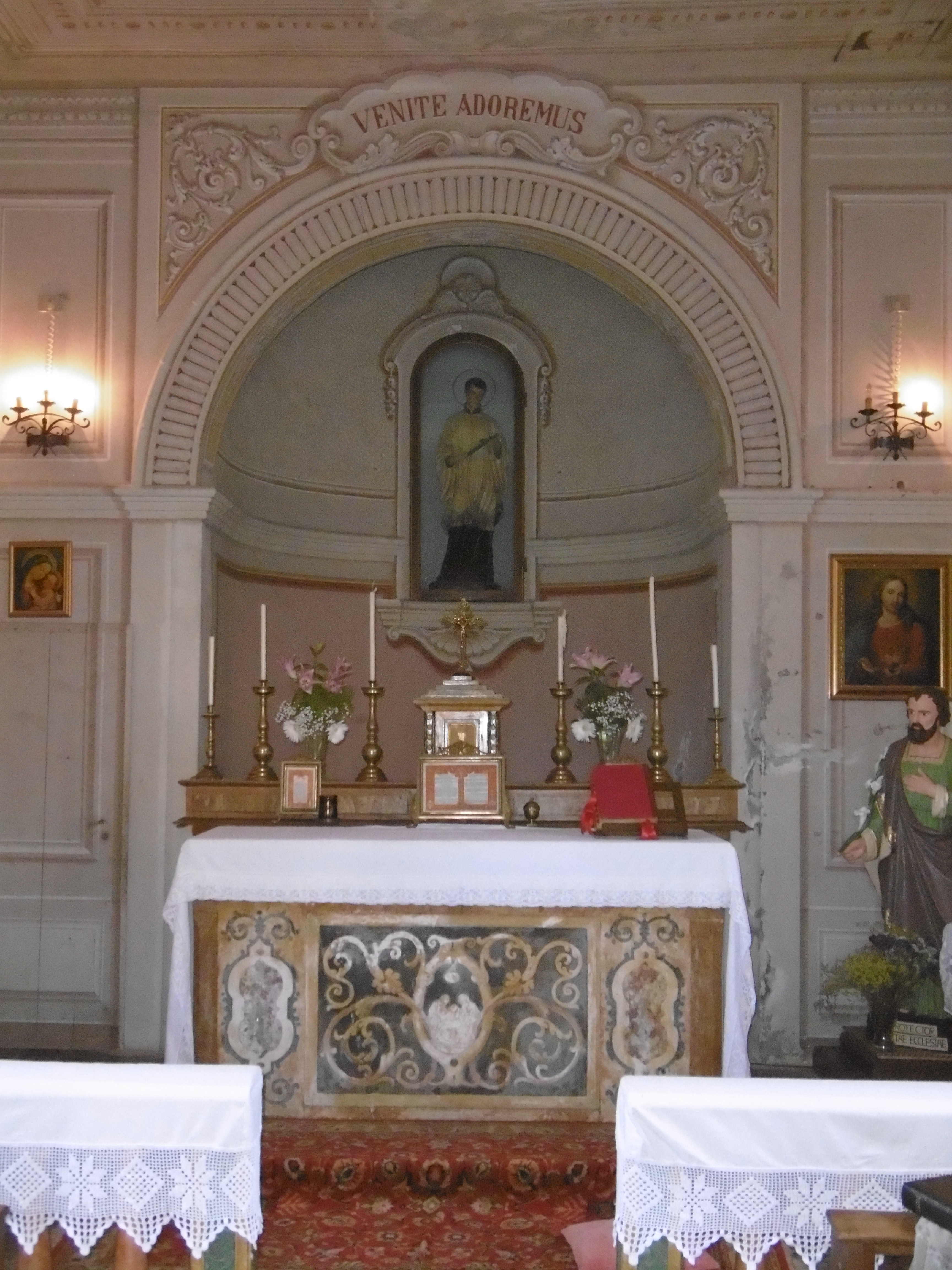
Chiesa di San Luigi

## Monumenti e luoghi d'interesse

### Architetture religiose
- Chiesa di San Nicola Vescovo, ricostruita nel 1613 con la facciata rivolta a settentrione e non più a oriente.
- Chiesa di San Luigi, di proprietà dell'Istituto Mater Boni Consilii.

### Architetture civili
Nelle vicinanze è presente anche il palazzo appartenente a Giovan Battista Aleotti, il quale vi soggiornava per condurre studi sull'idrologia.